# Serafino Cenci
Serafino Cenci (né le 20 mai 1676 à Rome, alors capitale des États pontificaux et mort le 24 juin 1740 dans la même ville) est un cardinal italien du XVIIIe siècle.  
Les autres cardinaux de sa famille sont Tiberio Cenci (1645), Baldassare Cenci (1695) et Baldassare Cenci (1761).

## Biographie
Serafino Cenci est nommé  nonce apostolique dans le royaume de Naples (en), mais il décline, notamment car il n'est pas assez riche pour occuper honorablement le poste. En 1725, il devient alors auditeur de la Rote romaine. Il est promu archevêque de Bénévent en 1733 et est consacré le 26 décembre de la même année par Giovanni Antonio Guadagni avec comme co-consécrateurs Tommaso Cervini et Antonio Maria Pallavicini (it). 
Le pape Clément XII le crée cardinal lors du consistoire du 24 mars 1734. 
Le cardinal Cenci meurt pendant le conclave de 1740 lors duquel Benoît XIV est élu pape. 

## Succession apostolique
Serafino Cenci a ordonné les évêques suivants :
- Évêque Ignazio Stelluti (1735)
- Évêque Flaminius Danza (1735)